# Medalha Sangue do Brasil
A Medalha de Sangue do Brasil foi criada por intermédio do Decreto-Lei nº 7.709, de 5 de julho de 1945 com o objetivo de a agraciar oficiais, praças, assemelhados e civis, destacados para o teatro de operações na Itália, e que ali tivessem sido feridos em consequência de ação objetiva do inimigo. O decreto-lei foi promulgado por Getúlio Vargas.

## Características
A medalha é de bronze e possui as seguintes características:
Anverso: Sabre das Armas da República. Três estrelas vermelhas representando os três ferimentos recebidos pelo General Sampaio, no dia 24 de maio de 1866, na Batalha de Tuiuti – Guerra do Paraguai. Dois ramos de "Pau Brasil", orlando a medalha, lembram a Pátria e as origens de seu nome glorioso. Uma faixa arqueada está inscrita – Sangue do Brasil.
Reverso: esfera da Bandeira Nacional envolvida pelos dois ramos de "Pau Brasil". A fita é de cor vermelha com um friso central, dividido em três partes iguais com as cores nacionais: amarelo, verde, amarelo.